# Анастасијев рат
Анастасијев рат вођен је у периоду од 502. до 506. године између Византијског царства са једне и Сасанидске Персије са друге стране. Овај рат је део Византијско-персијских ратова.

## Повод
Анастасијев рат је други оружани сукоб Византије и Персије. Први рат је вођен осамдесет година раније. Име је добио по цару Анастасију који је владао Византијом када је рат почео. Пре њега су две државе биле у вишедеценијском миру. Када је река Тигрис у Месопотамији променила ток и изазвала поплаве и масовну глад, персијски краљ Кавад I је остао без прихода којим је намеравао да исплати Хефталитем номадске ратнике који су му помогли у освајању престола. Због тога се за помоћ обратио византијском цару. Када је Анастасије одбио да му помогне, Кавад је одлучио да до тих средстава дође силом, пљачкањем и освајањима на источноримским територијама.

## Рат
На самом почетку рата, Кавад је успео освојити римску тврђаву Амида. Приликом освајања је имао великих тешкоћа. Римљани су 503. године безуспешно покушали да поврате тврђаву. Кавад је исти такав пораз доживео приликом покушаја освајања Осроене и Едесе. Борбе су се, са променљивим исходима, водиле све до 504. године када су Римљани успели да поврате Амиду. Анастасије је ушао у преговоре са Хунима који је требало да Персијанце нападну са леђа, са Кавказа. У међувремену је започео изградњу тврђаве Даре која је требало да послужи као главна византијска база, односно пандан персијском Нисибису. Због свега тога, Кавад је те године пристао на преговоре. Они су се одужили на две године. Године 506. коначно је склопљен мир. Његовим одредбама признате су предратне границе, а Анастасије је Персијанцима пристао исплатити мањи износ. Мир се одржао неколико деценија, све до избијања Иберијског рата.